# Lijst van onroerend erfgoed in Keerbergen
Een overzicht van het onroerend erfgoed in de gemeente Keerbergen. Het onroerend erfgoed maakt deel uit van het cultureel erfgoed in België.

## Bouwkundig erfgoed
| Object                                  | Erfgoedstatus?   | Bouwjaar of architect                                                   | Deelgemeente | Adres               | Coördinaten                   | Nummer? | Afbeelding                              |
| --------------------------------------- | ---------------- | ----------------------------------------------------------------------- | ------------ | ------------------- | ----------------------------- | ------- | --------------------------------------- |
| Toren van de oude Sint-Michielskerk     |                  | 1737-1764                                                               | Keerbergen   | Gemeenteplein       | 51° 0' 15" NB, 4° 37' 44" OL  | 43324   | Toren van de oude Sint-Michielskerk     |
| Windmolen Heimolen                      | Monument         | 1706/1722                                                               | Keerbergen   | Molenstraat 35      | 51° 0' 18" NB, 4° 38' 30" OL  | 81820   | Windmolen Heimolen                      |
| Villa met tuin                          |                  | ca. 1872                                                                | Keerbergen   | Haachtsebaan 85     | 50° 59' 59" NB, 4° 38' 7" OL  | 134507  | Villa met tuin                          |
| Villa Les Mélèzes met tuin              |                  | 1924                                                                    | Keerbergen   | Haachtsebaan 96     | 51° 0' 1" NB, 4° 38' 8" OL    | 134508  | Villa Les Mélèzes met tuin              |
| Bleyenberghoeve                         | Monument         | 1701-1750                                                               | Keerbergen   | Schrieksebaan 41    | 51° 0' 33" NB, 4° 39' 15" OL  | 200059  | Bleyenberghoeve                         |
| Hansbrug                                | Monument         |                                                                         | Keerbergen   | Hansbrug            | 50° 59' 12" NB, 4° 38' 33" OL | 200147  | Hansbrug                                |
| Parochiekerk Sint-Michiel               | orgel (monument) | 1968-1969 F. De Smet & Willi Lateir orgel: 1777 Gebroeders Van Peteghem | Keerbergen   | Oudstrijderslaan 53 | 51° 0' 9" NB, 4° 37' 44" OL   | 200245  | Parochiekerk Sint-Michiel               |
| Woning Valckenaers                      | Monument         | 1965-1966 Willy Van Der Meeren                                          | Keerbergen   | Kasterland 1        | 51° 0' 29" NB, 4° 37' 7" OL   | 206814  | Woning Valckenaers                      |
| (voormalig) Gemeentehuis van Keerbergen | Monument         | 1876-1900 Louis Van Arenbergh                                           | Keerbergen   | Haachtsebaan 54     | 51° 0' 14" NB, 4° 37' 55" OL  | 206840  | (voormalig) Gemeentehuis van Keerbergen |